# Bleckenburgstraße 2, 4

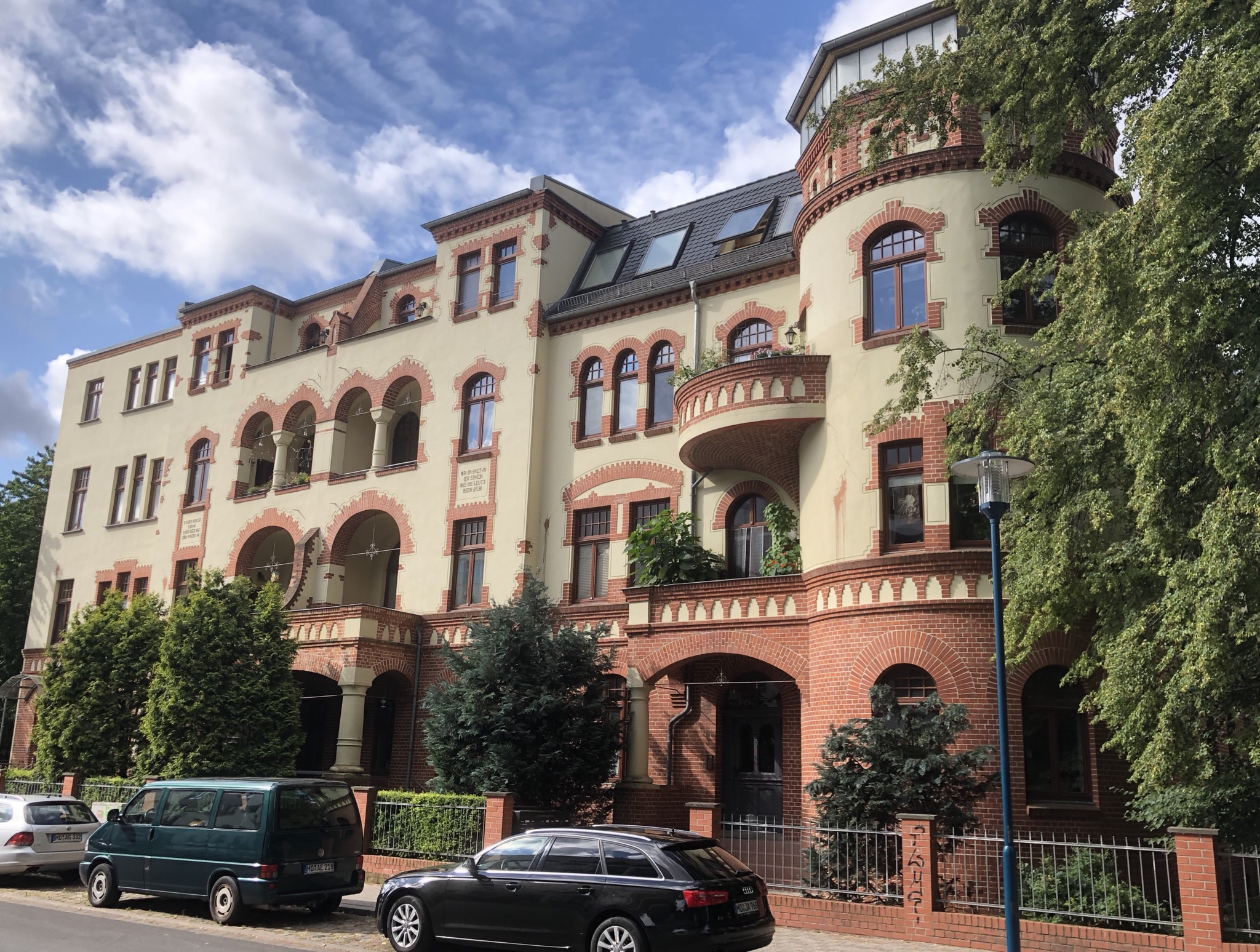
Bleckenburgstraße 2, 4, Blick von Norden, 2019

Bleckenburgstraße 2, 4 ist ein denkmalgeschütztes Wohnhaus in Magdeburg in Sachsen-Anhalt.

## Lage
Es steht traufständig auf der Südwestseite der Bleckenburgstraße im Magdeburger Stadtteil Buckau, nahe der Einmündung auf die Benediktinerstraße. Das Gebäude ist zugleich ein wichtiger Bestandteil der südlichen Begrenzung des Klosterbergegartens.

## Architektur und Geschichte
Das große drei- bis viergeschossige Doppelhaus entstand im Jahr 1900 durch Tischlermeister Carl Fuchs nach Plänen des Maurermeisters Julius Kohtz. Die Fassaden des verputzten Baus sind durch Ziegelelemente gegliedert. Der Grundriss des Gebäudes ist in Form eines Us angelegt, wobei die nordwestliche Ecke durch einen Rundturm betont ist. Ursprünglich war der Turm durch einen hohen Spitzhelm bekrönt, der jedoch nicht erhalten ist. Insgesamt ist die Gebäudestruktur mitsamt ihren Arkaden im Stil der Neoromanik gehalten.
Die Nordfassade zur Bleckenburgstraße ist durch einen breiten Mittelrisalit mit Loggien geprägt. Die äußeren Achsen des Risalits sind in Form von Türmen ausgestaltet. Auch hier befanden sich ursprünglich Bekrönungen mit Helmen und Schweifgiebeln, die gleichfalls nicht erhalten sind. Die ehemalige Südecke des Hauses ist ebenfalls nicht mehr in der originalen Form vorhanden.
Die Fenster sind als Sprossenfenster gestaltet. Bemerkenswert ist ein Balkon in Viertelkreisform an der Nordfassade am zweiten Obergeschoss, der auf einer gewölbten Konsole ruht.
Bemerkenswert sind zwei links und rechts an der Fassade des Mittelrisalits befindliche Inschriften. 
Links steht:
O•HEILIGER

FLORIAN

SCHÜTZ•DIESES•HAUS

ZÜND•ANDERE•AN
Rechts steht:
WER•DA•BAET•AN

DER•STRASEN

MUS•DIE•LEUTE

REDEN•LASEN
Im örtlichen Denkmalverzeichnis ist das Wohnhaus unter der Erfassungsnummer 094 16750 als Baudenkmal verzeichnet.
Das Wohnhaus gilt als städtebaulich bedeutsam und wichtiges Beispiel eines repräsentativen Wohngebäudes seiner Bauzeit.